# Mathon
Mathon (en romanche Maton) era una comuna suiza del cantón de los Grisones, situada en la región de Viamala. Limitaba al norte con la comuna de Lohn, al este con Donat, al sur con Casti-Wergenstein, y al oeste con Safien y Tschappina. El 1 de enero de 2021 se fusionó con las antiguas comunas de Casti-Wergenstein, Donat y Lohn para conformar la nueva comuna de Muntogna da Schons.